# Yukinori Muramatsu
Yukinori Muramatsu (村松 幸典?), född 13 juni 1969 i Shizuoka prefektur, är en japansk tidigare fotbollsspelare.
Muramatsu började sin karriär 1992 i Urawa Reds. 1995 flyttade han till Fujitsu. Han avslutade karriären 1995.